# Wenus z Pardo
Wenus z Pardo, też Jupiter i Antiope (wł. Venere del Pardo) – płótno pędzla włoskiego malarza Tycjana z 1538 roku.
W 1574 roku obraz zgodnie ze spisem dzieł sporządzonym przez Tycjana nosił nazwę Naga z pejzażem i satyrem. W późniejszych latach przyjęto nazwę Antiope z powodu wielokrotnego powtarzania motywu z Amazonką przez Tycjana. Podobieństwo leżącej kobiety do postaci z płótna Śpiącej Wenus Giorgione z galerii drezdeńskiej dawało prawo do przyjęcia jeszcze innego tytułu.
Tycjan w mistrzowski sposób wkomponował postacie w pejzaż. Scena rozgrywa się w leśnej gęstwinie z której rozpościera się widok na równinę i w dalszej perspektywie góry. Malarz przedstawił kilka scen jakie w idylicznym nastroju mogą rozgrywać się wśród natury: polowanie, odpoczynek, miłosne amory i kąpiele.